# Oliete
Oliete (aragónul Oliet) település Spanyolországban, Teruel tartományban. Oliete Alloza, Alcaine, Alacón, Estercuel, Ariño és Muniesa községekkel határos. Lakosainak száma 367 fő (2024).

## Népesség
A település népessége az utóbbi években az alábbiak szerint változott:
| Lakosok száma | 476  | 474  | 490  | 486  | 459  | 422  | 357  | 351  | 330  | 367  |
|               | 2001 | 2004 | 2007 | 2009 | 2012 | 2014 | 2017 | 2019 | 2022 | 2024 |